# 벤지노
벤지노(Benzino, 본명: Raymond Scott, 1965년 10월 24일 ~ )은 미국의 래퍼이다.

## 에미넴과의 디스전
2002년 래퍼 에미넴을 향해 '2003년 판 바닐라 아이스'라고 비꼬는 말을 하며 디스전은 시작된다. 벤지노는 "Pull Your Skirt Up", "Die Another Day"등으로 에미넴을 비꼬기 시작했고, 에미넴 역시 "The Sauce", "Nail in the Coffin.", 등으로 대응한다. 자 룰, 50 센트, DMX 등 많은 래퍼들이 이 디스전에 엮이게 되었다.